# Wicca Algard
La Wicca Algarderiana es una tradición dentro de la Wicca que fue fundada en 1972 en Estados Unidos por Mary Nesnick, quien tenía el rango de suma sacerdotisa tanto en la tradición Alexandriana, como en la Gardneriana (de ahí su denominación), en un intento de fundir ambas tradiciones.
Debido a esta fusión, se la ha categorizado bajo la denominación de Wicca tradicional británica, al poderse rastrear su linaje hasta Gerald Gardner.